# Вавилон (албум)
Вавилон е десетият албум на Слави Трифонов и Ку-ку бенд. Представлява пролог към новия стил „Балканто“. Албумът е създаден специално за спектакъла „Вавилон – балканското стълпотворение“.

## Песни в албума
1. Пролог
2. Френската гимназия
3. Магьосница
4. Петко льо, капитанине
5. Ракия сънрайз (инструментал)
6. Свети Георги
7. Моя си
8. Сбогом, моя любов (кавър на Васил Найденов)
9. Невесто мори убава
10. Балканско криминале (инструментал)
11. Вавилон
12. Епилог

## Гост изпълнители
- Нина Николина – соло вокал
- Трио гайдари в състав: Димитър Тодоров, Тетко Стефанов и Добри Рахнев
- Благой Михайлов – соло бузуки